# 기독교사회당 (스위스)
기독교사회당(基督敎社會黨, 독일어: Christlich-soziale Partei, CSP, 크리스틸리히-조치알레 파르타이[*], 프랑스어: Parti chrétien-social, PCS, 이탈리아어: Partito Cristiano Sociale, PCS, 로만슈어: Partida cristiansociala de la Svizra, PCS)은 스위스의 사회민주주의 정당이다.
1997년에 창당된 정당으로 당의 노선은 사회민주주의, 기독교사회주의, 기독교 좌파의 스펙트럼을 가지고 있으며 중앙당사는 베른에 위치한다.

## 같이 보기
- 기독교 좌파